# 邯郸机场
邯郸机场位于河北省邯郸市邯山区机场路。于2007年8月8日正式通航。是河北省第二个正式通航的民航机场，主要服务于邯郸市，长治，邢台等晋冀鲁豫交界区。邯郸机场总投资1.95亿元，跑道长2200米，宽45米，可满足波音737、空客320等中型客机的起降。机场年旅客吞吐量最多可达50万人次，可满足未来30年机场客运需要。目前，邯郸机场已开通上海、重庆、海南、青岛、广州、大连、杭州、西安、厦门、鄂尔多斯、石家庄、秦皇岛等多条航线。
2011年6月，邯郸机场二期扩建工程开工，为邯郸市“十二五”重点规划项目。
2013年12月12日，机场二期扩建工程通过竣工验收，工程总投资1.2亿元，包括跑道向西南延长400米，总长度由2200米增至2600米；新建垂直联络道1条，长142米；新建站坪28000平方米，站坪机位由之前的三个机位扩容至七个；新增一套“精密进近导航系统”，包括精密进近仪表着陆系统、精密进近灯光系统、气象自动观测系统等；新建货运区，占地1700平方米；扩建消防站900平方米，机场消防等级达到6级；购置特种车辆16台；新建污水处理站一座。
2016年2月，中国民用航空局华北地区管理局正式出具了《关于变更邯郸机场使用许可证的批复》，邯郸机场飞行区等级由“3C”升级为“4C”；消防救援等级由“5级”升级为“6级”；可使用机型变更为“波音737-800同类及以下机型”。

## 航空公司与航点
2025年夏秋航季（3月30日至10月25日）
| 航空公司     | 目的地                           |
| ------------ | -------------------------------- |
| 中国东方航空 | 上海/浦东、昆明                  |
| 海南航空     | 广州                             |
| 长龙航空     | 杭州、哈尔滨、西宁               |
| 四川航空     | 成都                             |
| 华夏航空     | 烟台、重庆、大连、呼和浩特、深圳 |
| 春秋航空     | 厦门、瀋陽                       |
| 北部湾航空   | 海口、三亚、南宁                 |

## 外部参考
1. ↑  . （原始内容存档于2011-10-06）.
2. ↑   (XLS).   [2025-03-14] （中文）.
3. ↑  . 民航资源网. 2014-11-19  [2014-11-19]. （原始内容存档于2014-11-29）.
4. ↑  邢丽娟 杨易辰. . 邯郸晚报. 2016-02-25  [2017-02-02]. （原始内容存档于2017-02-03）.